# مايا لين
مايا يينج لين (بالإنجليزية: Maya Ying Lin)‏ (من مواليد 5 أكتوبر 1959) هي مصممة أمريكية وفنانة معروفة بأعمالها في النحت والفنون الأرضية. اكتسبت شهرتها في سن 21 بعد تصميمها للنصب التذكاري لحرب فيتنام في العاصمة واشنطن.

## حياتها الشخصية
ولدت مايا لين في أثينا، أوهايو. هاجر والداها من الصين إلى الولايات المتحدة، والدها في عام 1948 والدتها في عام 1949، واستقرا في ولاية أوهايو قبل أن تولد مايا. وكان والدها، هنري هوان لين، الذي ولد في مدينة فوتشو، في فوجيان، الخزاف والعميد السابق لكلية الفنون الجميلة جامعة أوهايو. والدتها، جوليا تشانغ لين، التي ولدت في شنغهاي، وهي شاعره وتدرس الأدب في جامعة ولاية أوهايو. وهي ابنة لين هوى ين التي يقال أنها أول مهندسه معماريه من الإناث في الصين. وكان لين جيمين ولين يين مينغ، كلاهما من بين 72 شهيدا جراء انتفاضة قوانغتشو الثانية وهم أبناء أعمام جدها. كان لين تشانغ مين من سلالة هان لين تشينغ، معلم الإمبراطور، والد لين هوى الين والجد الأكبر لمايا لين.
درست لين في جامعة ييل، حيث حصلت على درجة البكالوريوس في الفنون عام 1981، وعلى درجة الماجستير في الهندسة المعمارية في عام 1986. وقد تم أيضا منحها درجة الدكتوراه الفخرية من جامعة ييل، وجامعة هارفارد، وكلية وليامز، وكلية سميث. وكانت في جامعة ييل من بين أصغر من حصلوا على الدكتوراه الفخرية في الفنون الجميلة في عام 1987.
ولين متزوجه من دانيال وولف، والمصور الفوتوغرافي بنيويورك. ولديهما ابنتان انديا وراشيل.
لين هي اصغر من في عائلتها، ولديها أخ أكبر، الشاعر المعروف تان لين. ثم كبرت بعد ذلك، وقالت انها ليس لديها الكثير من الاصدقاء وتبقي في المنزل كثيرا. وقالت إنها تحب المدرسة وتحب الدراسة. وفي أوقات الأجازه، أخذت دورات مستقلة من جامعة ولاية أوهايو، وكانت تقضي وقت فراغها في صب البرونز في مسبك المدرسة. لين، بعد أن كبرت وأصبحت من الأقلية الآسيوية، قالت إنها «لم تدرك حتى» أنها كانت صينية الا في وقت لاحق في حياتها، وأنها لم يكن لديها الرغبة في فهم الخلفية الثقافية لها حتى سن الثلاثين. وتعليقا على تصميم لها لمنزل جديد بالمتحف الصيني في أمريكا قرب الحي الصيني في مدينة نيويورك، قالت لين أن السمة الشخصية لهذا المشروع بالغة الأهمية كونه من المشاريع ذات صلة بالصين وذلك لأنها أرادت أن تعلم ابنتيها «جزءا من تراثهم».

## النصب التذكاري لحرب فيتنام
المقال الرئيسي: النصب التذكاري لحرب فيتنام.

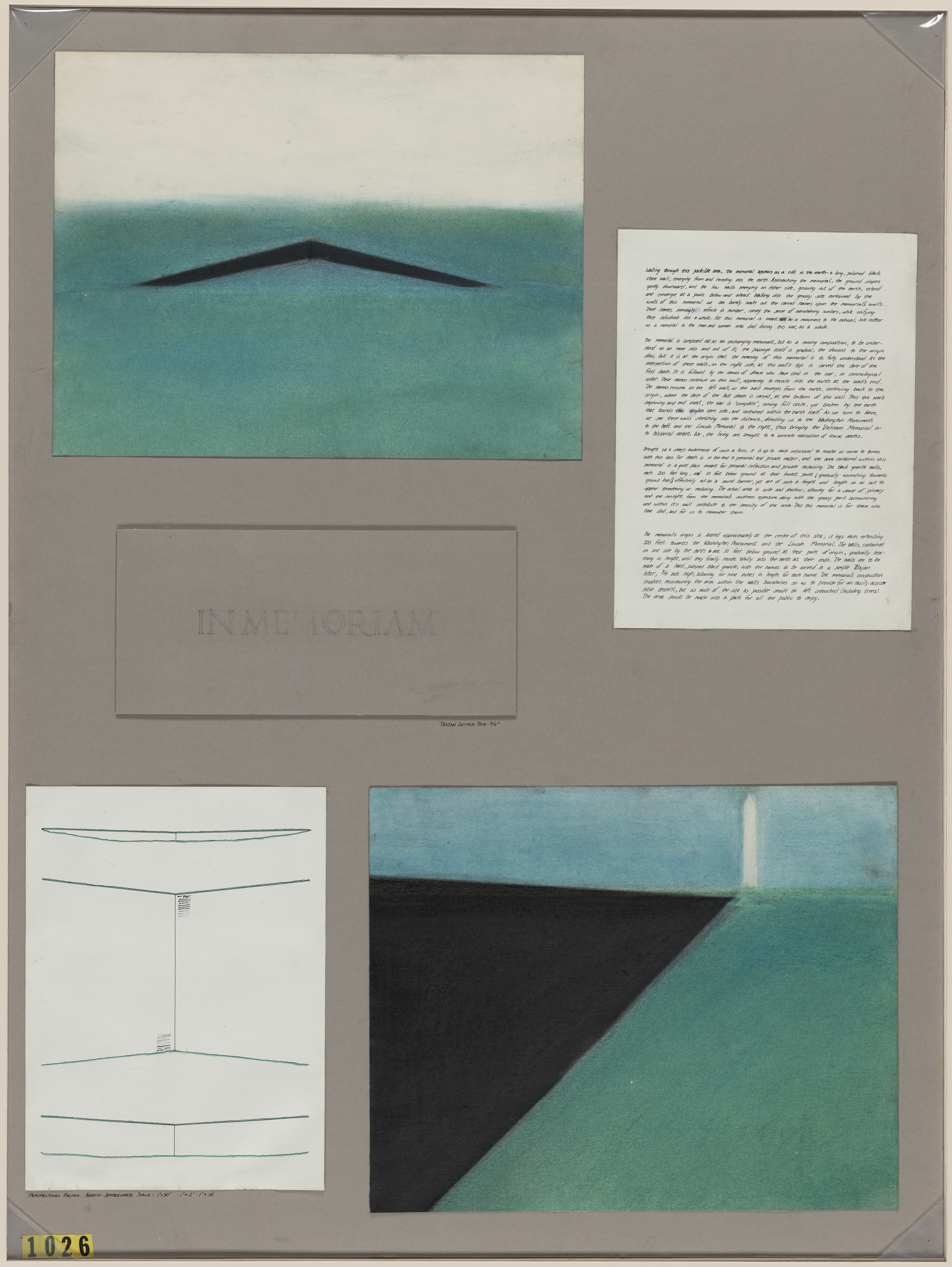
التصميم الأصلي لنصب حرب فيتنام التذكاري لمايا لين

في عام 1981، في سن ال 21، وبينما كانت لا تزال قيد التدريس بالجامعة، فازت لين بمسابقة التصميم العامة للنصب التذكاري لحرب فيتنام، وفازت على عدد 1441 من المتنافسين الآخرين. الجدار التذكاري الحجري الأسود المقطوع، عليه أسماء 57661 من الجنود الذين سقطوا في حرب فيتنام منحوتة على وجهه،  تم انهاؤه في أواخر تشرين الأول عام 1982، وتم افتتاحه يوم 13 نوفمبر، 1982 . الجدارمن الجرانيت وعلى شكل حرف V ، أحد جوانبه يشير إلى نصب لنكولن التذكاري والآخر لنصب واشنطن التذكاري.
كانت الفكرة التصميمه عند لين في خلق فتحة أو جرح في الأرض ترمز إلى خطورة وصعوبة فقدان جندي من الجنود. كان التصميم مثير للجدل في البداية لكونه تصميم غير تقليدي لنصب تذكاري للحرب. . أعرب معارضوا التصميم أيضا عن اعتراضهم الذي يرجع إلى طبيعة لين الآسيويه،  بالإضافة إلى كونها أنثى، وافتقارها للخبرة المهنية. أصبح النصب التذكاري منذ ذلك الحين مهم لأقارب وأصدقاء الضحايا العسكريين الأمريكيين في فيتنام، وتترك الرموز الشخصية وتذكارات في الجدار يوميا لتبقى في ذاكرتهم. في عام 2007، قام المعهد الأمريكي للمهندسين المعماريين بالتصويت على النصب التذكاري برقم 10 ووضعه على قائمة العمارة المفضلة في أمريكا.
وتقول لين أنه إذا لم تكن المنافسة «عمياء»، مع التصاميم المقدمة بكتابة أرقام بدلا من الأسماء، «كانت لن تحظى بالفوز». حيث أنها تلقت الكثير من الانزعاجات والمضايقات بعد أن تبين لهم العرق. حيث قام رجل الأعمال البارز والمرشح الرئاسي اللاحق روس بيرو بندائها ب «لفة البيض» بعد أن اتضح أنها آسيويه. لين دافعت عن تصميمها أمام الكونغرس في الولايات المتحدة، وفي نهاية المطاف تم التوصل إلى حل وسط. ووضع تمثال من البرونز لمجموعة من الجنود والعلم الأمريكي قبالة لجانب واحد من التصميم لها.

## الأعمال اللاحقة
لين الآن تملك وتدير ستوديو مايا لين في مدينة نيويورك، وتعمل على تصميم على تصميم العديد من الهياكل الأخرى، بما في ذلك النصب التذكاري للحقوق المدنية في مونتغمري، بولاية ألاباما (1989)، ومجال الموجة في جامعة ميشيغان (1995).
في عام 1994، كانت هي موضوع الفيلم الوثائقي الحائز على جائزة الأوسكار مايا لين: الرؤية الواضحة القوية. ويأتي هذا العنوان من وصف تم اعطاؤه اياها في كلية جونياتا التي تحدثت فيها عن عملية تصميم النصب التذكاري. أثناء الحديث عن طبيعة عملها، وتقول لين «عملي ينبع من رغبتي البسيطة لجعل الناس على علاقة وثيقة بالمناطق المحيطة بهم، وهذا لا يشمل فقط الملوسات المادية ولكن العالم النفسي الذي نعيش فيه».
وفقا لمايا لين، ينبغي أن يكون الفن عباره عن كل عمل فردي على استعداد لقول شيئا جديدا لم يكن مألوف تماما. وقالت لين أن العمل الإبداعي هو امتلاك الكتابات المهمة والمكونات اللفظية. وقالت إنها تتخيل العمل الفني لفظيا أولا من أجل فهم المفاهيم والمعاني. وجمع الأفكار والمعلومات أمر حيوي خاصة في الهندسة المعمارية، والتي تركز على الإنسانية والحياة وتتطلب عقلا جيدا. عندما يأتي مشروع في الطريق إليها، فهي تحاول «فهم التعريف اللفظي (للموقع) قبل العثور على الشكل لفهم ماهية الموقع من الناحية المفاهيمية والنظرية وما ينبغي أن تكون طبيعته حتى قبل زيارة الموقع».[بحاجة لمصدر]
في عام 1999، عرضت لين ايل على هل ماري (1998) نماذج لتصميم الأثاث، والمجسمات والصور من الأعمال في الأكاديمية الأميركية في روما، إيطاليا.
في عام 2000، لين عاودت الظهور في الحياة العامة بكتاب جديد بعنوان الحدود. أيضا في عام 2000، قالت انها وافقت على القيام بدور الفنان والمهندس المعماري لمشروع مجمع، عباره عن سلسلة من المنشآت الخارجيه تقع على أماكن ذات أهمية تاريخية على طول نهر كولومبيا ونهر الأفعى في ولايتي واشنطن وأوريغون. وهذا هو أكبر وأطول مشروع لها قامت به حتى الآن.
وفي عام 2002 تم انتخاب لين كزميل تابع في مؤسسة ييل من قبل الهيئة الادارية لجامعة ييل في مسابقة عامه على غير العادة (الحرم الجامعي اتسع لجانب آخر من تصاميم لين: جدول المرأة - تم تصميمه لإحياء دور المرأة في جامعة ييل) وكان منافسها جورج ديفيد لي، وزير نيو هافن المحلي والذي تخرج من جامعة ييل وكان يعمل على بناء علاقات مع المجتمع بدعم الموظفين العاملين بجامعة ييل. وأيد رئيس ييل ريتشارد ليفين لين، وأعضاء آخرين من مؤسسة ييل، وكان قد أقر رسميا بترشيحها ضمن أعضاء جامعة ييل.
في عام 2003، تم اختيار لين ضمن لجنة تحكيم اختيار مسابقة النصب التذكاري لموقع مركز التجارة العالمي. ولوحظ وجود اتجاه نحو البساطة والتجريد من بين المتسابقين، النهائيات، والتصميم الذي تم اختياره لمركز التجارة العالمي التذكاري.
وفي عام 2005، تم انتخاب لين بالأكاديمية الأمريكية للفنون والآداب، وكذلك القاعة الوطنية النسائية الشهيره في سينيكا فولز، نيويورك. وفي العام نفسه،  صممت أيضا ساحة جديدة للمراسي بكلية كلير تريفور للفنون في جامعة كاليفورنيا في ايرفين.
تم تكليف لين من جامعة ولاية أوهايو لتصميم ما يعرف باسم «المدخلات» في الذكرى المئوية الثانية لمؤسسة بارك،  الموقع العام تم تصميمه ليشبه كارت الكمبيوتر المثقب. وكان ها العمل بمثابة أول اتصال للين بالجامعة. أبناء الاستاذ الجامعي عميد كلية الفنون الجامعي جوليا لين وهنري لين ومايا لين درسوا برمجة الكمبيوتر بالجامعات أثناء الدراسة الثانويه المدرسيه. والحديقة مساحتها 3.5 فدان وتتكون من 21 مستطيل بعضها بارز والآخر غاطس تشبه كارت الكمبيوتر والذي كان يعتبر الدعامة الأساسية في برمجة الكمبيوتر في وقت مبكر. photo.
في عام 2007، لين قامت بالعمل النحتي «الأعلى والأسفل»، الذي تم وضعه بالخارج في متحف انديانابوليس للفنون في ولاية إنديانا. يتكون العمل الفني من أنابيب الألومنيوم التي تم تلوينها كهربائيا أثناء عملية الطلاء بأكسيد الألومنيوم.
في عام 2008، أكمل لين العمل النحتي الذي يزن 30 طنا ويدعى «الموقع العام 2 × 4»، والمصنوع من العديد من القطع الخشبيه، والتي تم عرضها في M.H. المتحف التذكاري دي يونغ في سان فرانسيسكو، كاليفورنيا. عملها الحالى [متى؟] يتضمن تثبيت لعملها الفني في مركز كينج ستورم للفنون.
في عام 2009، أكملت لين نهر الفضة، عملها الفني الأول في لاس فيغاس، والتي تضم مجموعه أعمال للفنون الجميلة في سيتي سنتر ميراج، والذي افتتح ديسمبر 2009. قامت لين بعمل 84 قدما (26 م) من من الفضة المستخلصة لنموذج نهر كولورادو. في النحت أرادت لين توضيح أهمية المحافظة على المياه وأهمية نهر كولورادو في ولاية نيفادا من حيث الطاقة والمياه. تم عرض العمل النحتي وراء مكتب استقبال منتجع وكازينو ايريا.
في عام 2009، حصلت لين على جائزة الميدالية الوطنية للفنون من قبل الرئيس باراك أوباما.
في عام 2013 أكملت لين أكبر عمل لها حتى الآن، «مطوية أي» التي تم إنشاؤها باستخدام 105000 متر مكعب من الطين التي تغطي 3 هكتار. وهو يشكل جزءا من مجموعة أعمال نحتيه خاصة تقع داخل الحديقة التي يملكها آلان جيبس تقع في شمال أوكلاند، نيوزيلندا.
لين بدأت الآن في عمل آخر وصفته ب «النصب التذكاري النهائي»،  مؤسسة " ما المفقود؟ "، لإحياء التنوع البيولوجي الذي ضاع في انقراض الكتلة السادسه للكوكب. ما المفقود؟ تهدف إلى رفع مستوى الوعي حول فقدان التنوع البيولوجي والطبيعي عن طريق استخدام الراديو، ووسائل الإعلام، والعلوم، والفنون التشكيليه، وعلى شبكة الإنترنت. ما المفقود؟ ليست موجوده في موقع واحد محدد، ولكن بأشكال مختلفة وفي أماكن كثيرة في وقت واحد.
ويتم عرض أعمال لين من قبل معرض بيس في مدينة نيويورك.

## الجوائز والتكريمات
هذه القائمة غير مكتملة. يمكنك المساعدة من خلال توسيع ذلك.
- 1999 : جائزة روما
- 2003 : جائزة جول فين
- 2009 : الميدالية الوطنية للفنون
- 2014 : جائزة دوروثي وليليان غيش، جائزة الفن $ 300,000 [38].[37]
- 2016 : الوسام الرئاسي للحرية

## قائمة مرتبة ترتيبا زمنيا للأعمال

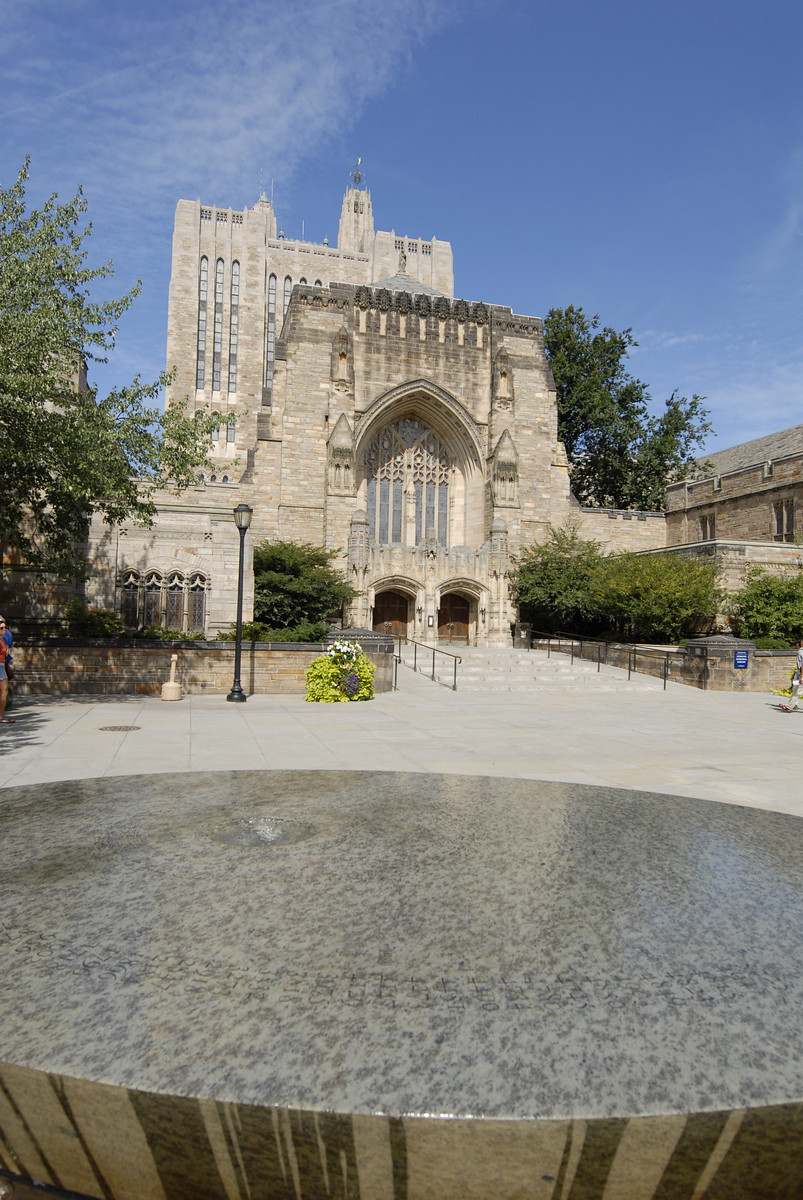
"جدول النساء" نصب تذكاري لمايا لين أمام استرلينج لإحياء دور المرأة في جامعة ييل.

مايا لين تصف نفسها بأنها «مصممه»، بدلا من «مهندسه». رؤيتها وتركيزها الدائم على ما يحتاجه الفراغ ليكون في المستقبل وماذا يعني للناس. وقد حاولت أن تركز بدرجة أقل على كيفية تأثير السياسة على التصميم، ولكن المشاعر من شأنها أن تخلق التأثير الأكبر للمستخدم وما ستفعله لترمز لذلك بالنسبة للمستخدم. تفكيرها في تصميم الفراغ يعمل على خلق الاتصال والانتقال بين الداخل والخارج، بالإضافة إلى ما يعنيه الفراغ أدى بها إلى خلق بعض التصاميم لا تنسى للغاية. عملت مايا لين أيضا على التماثيل والمنشآت المناظر الطبيعية.
وفيما يلي قائمة من أهم أعمال مايا لين.
- النصب التذكاري لحرب فيتنام (VVM) (1980-1982)، واشنطن [39]
- الأعواد التوافقيه (1985)، نيو هافن بولاية كونيكتيكت [39]
- النصب التذكاري الحقوق المدنية (1988-1989)، مونتغمري، بولاية ألاباما [39]
- مصلى السلام الخارجي (1988-1989)، كلية جونياتا، هنتينجتون، بنسلفانيا [39]
- توبو (1989-1991)، مدرج شارلوت الرياضي، شارلوت بولاية نورث كارولينا [39]
- كسوف الوقت (1989-1995)، محطة بنسلفانيا، نيويورك، نيويورك [39]
- جدول المرأة (1990-1993)، جامعة ييل، نيو هافن بولاية كونيكتيكت [39]
- منزل ويبر (1991-1993)، ويليامز، ماساتشوستس [39]
- الفيضان (1992-1993)، مركز ويكسنر للفنون، كولومبوس، أوهايو [39]
- متحف الفن الإفريقي (1992-1993)، نيويورك، نيويورك.[39]
- موجة الفراغ (1993-1995)، FXB ايروسبيس لهندسة البناء، آن أربور، ميشيغان [39]
- 10 درجات شمالا (1993-1996)، مقر مؤسسة روكفلر في نيويورك، نيويورك [39]
- التيار الانتقالي (1995-1997)، مقر المجموعة المالية الرئيسية، دي موين بولاية ايوا [39]
- حديقة القراءة (1996-1998)، مكتبة كليفلاند العامة، كليفلاند، أوهايو [39]
- شقة دوبلكس خاصة، مدينة نيويورك (1996-1998)، نيويورك [39]
- طبوغرافية المناظر الطبيعية (1997) (العمل النحتي المتنقل) [39]
- مراحل القمر (1998) (العمل النحتي المتنقل) [39]
- الانهيار الجليدي (1998) (العمل النحتي المتنقل) [39]
- مكتب هيوز لانغستون (1999)، كلينتون، تينيسي [39]
- جدول زمني (2000)، جامعة ستانفورد، ستانفورد، كاليفورنيا [39]
- شخصية الجبل، تحت العدسة (2000-01)، مركز أمريكان إكسبريس للخدمات، مينيابوليس، مينيسوتا [39]
- خط سير الشمس (2001)، غراند رابيدز، ميشيغان [39]
- المدخلات (2004)، مؤسسة مائتي عام بارك، أثينا، أوهايو
- مصلى ريجيو لينش (2004)، كلينتون، تينيسي
- الفنون بلازا، مدرسة كلير تريفور للفنون (2005)، إرفين، كاليفورنيا
- مشروع مجمع: حديقة ولاية كيب (2006)
- مشروع مجمع: جسر فانكوفر البري (2008)
- مشروع مجمع: دلتا نهر ساندي (2008)
- مشروع مجمع: حديقة ولاية Sacajawea (2010)
- إلين كلارك بلازا، جامعة واشنطن في سانت لويس (2010)
- مشروع مجمع: رئيس تيموثي بارك (2011)
- المطوية (2013)، ومزرعة جيبس، وميناء كايبارا، نيوزيلندا
- "ما المفقود؟ (2009 إلى الوقت الحاضر)، (مواقع مختلفة، مشروع ويب)
- Laurentide، جامعة براون (2015) [40]
- مطوية تشيسابيك (ضمن فعاليات معرض وندر): معرض رينويك، واشنطن،(DC (2015)

## الفهرس
- مايا لين: طبولوجيات (الفنان والمجتمع) (1998) ISBN 1-888826-05-3
- مايا لين: [الأكاديمية الأمريكية في روما، 10 dicembre 1998-1921 febbraio 1999] (1998) ISBN 88-435-6832-9
- الجدول الزمني: مايا لين (2000) آسين B000PT331Y (2002، ISBN 0-937031-19-4)
- حدود (2000) ISBN 0-684-83417-0 (2006، ISBN 0-7432-9959-0)

## وصلات خارجية
- مايا لين على موقع IMDb (الإنجليزية)
- مايا لين على موقع الموسوعة البريطانية (الإنجليزية)
- مايا لين على موقع إن إن دي بي (الإنجليزية)
- مايا لين على موقع قاعدة بيانات الفيلم (الإنجليزية)

- الموقع الرئيسي لمايا لين ستوديو.
- السيرة الذاتية والمقابلات والمقالات والصور والأعمال الفنية ومقاطع الفيديو من برنامج تلفزيوني سلسلة الفن: 21 - الفن في الموسم القرن الحادي والعشرين 1 (2001).